# ريكي والدن
ريكي والدن (بالإنجليزية: Ricky Walden)‏ هو لاعب سنوكر بريطاني، ولد في 11 نوفمبر 1982 في تشستر في المملكة المتحدة.

## وصلات خارجية
- ريكي والدن على موقع AZBilliards.com (الإنجليزية)
- ريكي والدن على موقع CueTracker.net (الإنجليزية)
- ريكي والدن على موقع بطولة العالم للسنوكر (الإنجليزية)

- الموقع الرسمي